# 杨德芹
杨德芹（1974年11月—），湖北长阳人，土家族，中国民主促进会会员。中华人民共和国政治人物、第十三届全国人民代表大会湖北省代表。

## 生平
2018年，杨德芹被选为湖北省出席第十三届全国人民代表大会代表。